# Wahlen im Kanton Zürich 2023
- AL: 5
- Grüne: 19
- SP: 36
- GLP: 24
- EVP: 7
- Mitte: 11
- FDP: 29
- SVP: 46
- EDU: 3

Die Wahlen im Kanton Zürich 2023 fanden am 12. Februar 2023 statt. Dabei wurden die 180 Mandate des Kantonsrats und die sieben Mitglieder des Regierungsrats neu gewählt. Alle bisherigen Regierungsräte wurden im ersten Wahlgang im Amt bestätigt.

## Wahlverfahren

### Kantonsrat
Der Kantonsrat (Legislative) umfasst 180 Sitze, die alle vier Jahre neu gewählt werden. Dabei kommt in den 18 Wahlkreisen das Verhältniswahlrecht zur Anwendung. Durch das doppeltproportionale Zuteilungsverfahren («doppelter Pukelsheim») werden die Sitze zuerst nach dem gesamtkantonalen Ergebnis an die Listen verteilt (Oberzuteilung) und die erzielten Sitze dann auf die Wahlkreise verteilt (Unterzuteilung). Für die Teilnahme an der Sitzverteilung muss eine Partei in mindestens einem Wahlkreis die Fünf-Prozent-Hürde erreichen oder drei Prozent kantonsweit.
In jedem Wahlkreis dürfen die Wahlvorschläge (Listen) maximal so viele Kandidaten umfassen, wie Sitze zu vergeben sind. Jeder Kandidat darf höchstens zweimal auf einer Liste aufgeführt sein. Dabei kann jeder Wähler ebenfalls so viele Kandidaten wählen, wie Sitze zu vergeben sind und durch Panaschieren und Kumulieren einem Kandidaten höchstens zwei Stimmen geben. Jede Stimme für einen Kandidaten zählt zunächst als Parteistimme für die Sitzzuteilung auf die Parteien und danach als Stimme für den Kandidaten bei der Verteilung der Sitze auf die Parteikandidaten. Jeder Wahlvorschlag muss von mindestens 30 Wahlberechtigten unterzeichnet werden.
Listen, die aus unterschiedlichen Wahlkreisen stammen und denselben Namen tragen, werden als Listengruppe behandelt, deren Gesamtergebnis für die Oberzuteilung herangezogen wird. Listenverbindungen sind ausgeschlossen.
| Wahlkreis- nummer | Wahlkreisname                 | Anzahl Vertreter (Veränderung) |
| ----------------- | ----------------------------- | ------------------------------ |
| I                 | Zürich, Stadtkreise 1 und 2   | 05                             |
| II                | Zürich, Stadtkreise 3 und 9   | 12                             |
| III               | Zürich, Stadtkreise 4 und 5   | 05                             |
| IV                | Zürich, Stadtkreise 6 und 10  | 08 (−1)                        |
| V                 | Zürich, Stadtkreise 7 und 8   | 06                             |
| VI                | Zürich, Stadtkreise 11 und 12 | 12                             |
| VII               | Dietikon                      | 11                             |
| VIII              | Affoltern                     | 07 (+1)                        |
| IX                | Horgen                        | 15                             |
| X                 | Meilen                        | 12                             |
| XI                | Hinwil                        | 11                             |
| XII               | Uster                         | 16                             |
| XIII              | Pfäffikon                     | 07                             |
| XIV               | Stadt Winterthur              | 13                             |
| XV                | Winterthur-Land               | 07                             |
| XVI               | Andelfingen                   | 04                             |
| XVII              | Bülach                        | 18                             |
| XVIII             | Dielsdorf                     | 11                             |

### Regierungsrat
Der Regierungsrat (Exekutive) umfasst sieben Sitze, die ebenfalls alle vier Jahre neu gewählt werden. Die Regierungsratswahl findet immer gleichzeitig zur Kantonsratswahl statt. Die Sitze werden nach dem Mehrheitswahlrecht vergeben. Gewählt sind im ersten Wahlgang diejenigen Kandidaten, die das absolute Mehr (Anzahl Stimmen geteilt durch die doppelte Anzahl der Sitze) erreicht haben. Sollte dies auf mehr Kandidaten zutreffen, als Sitze zu vergeben sind, sind jene sieben Kandidaten mit der höchsten Stimmenzahl gewählt. Werden im ersten Wahlgang nicht alle Sitze besetzt, findet ein zweiter Wahlgang statt, in dem das relative Mehr gilt, die Kandidaten mit der höchsten Stimmenzahl sind also gewählt.

## Ausgangslage und Kandidaturen

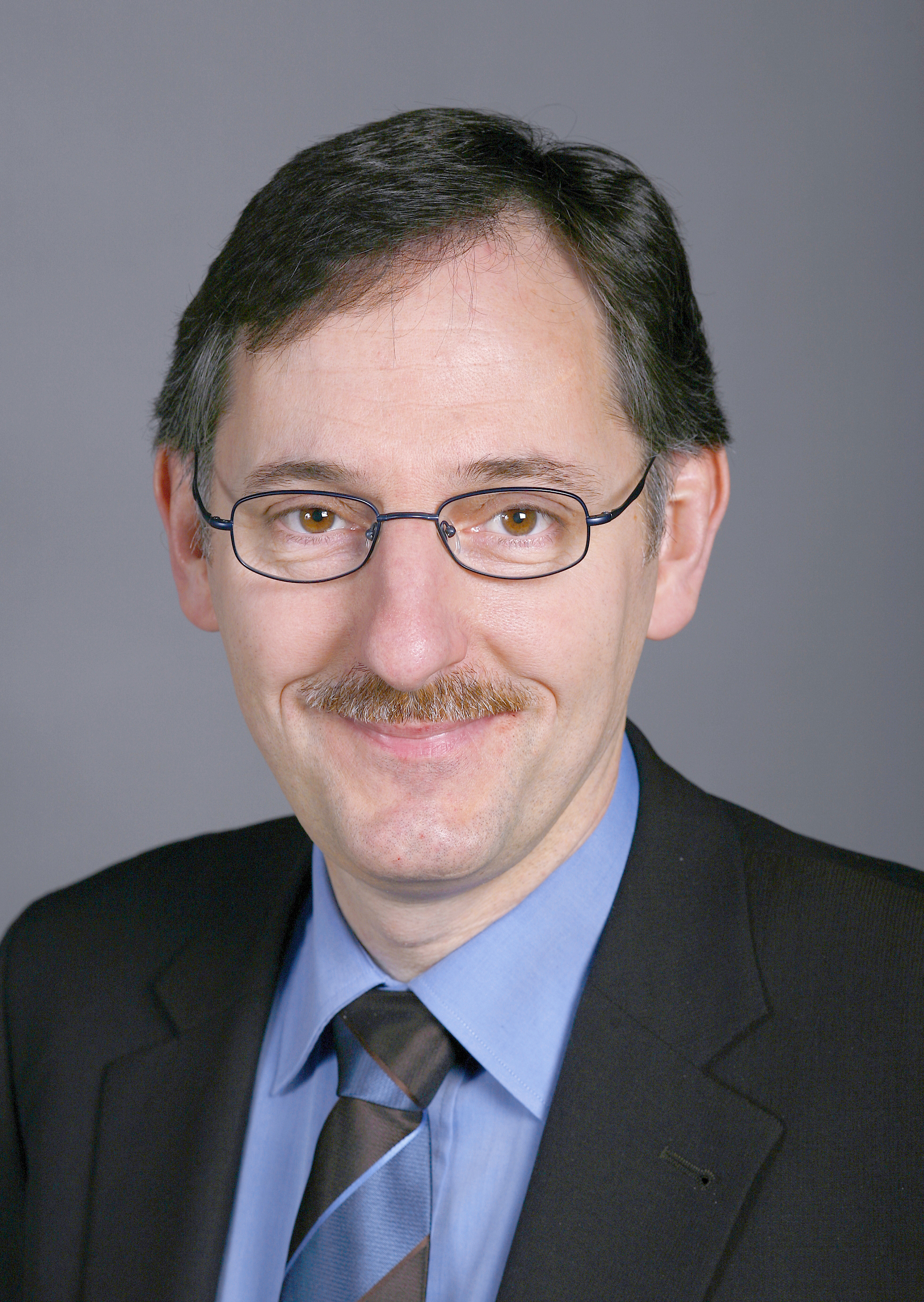
Mario Fehr (parteilos)
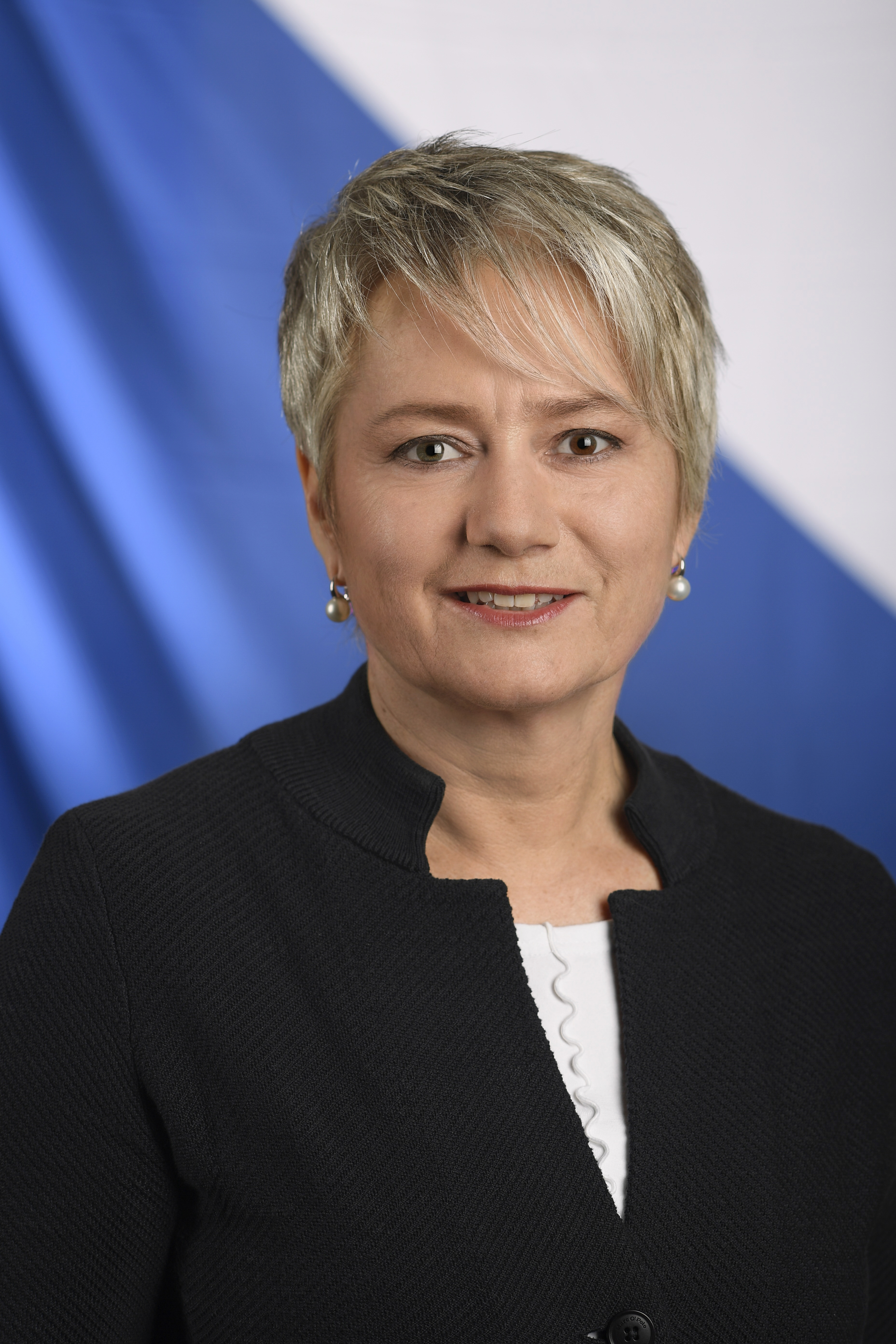
Jacqueline Fehr (SP)
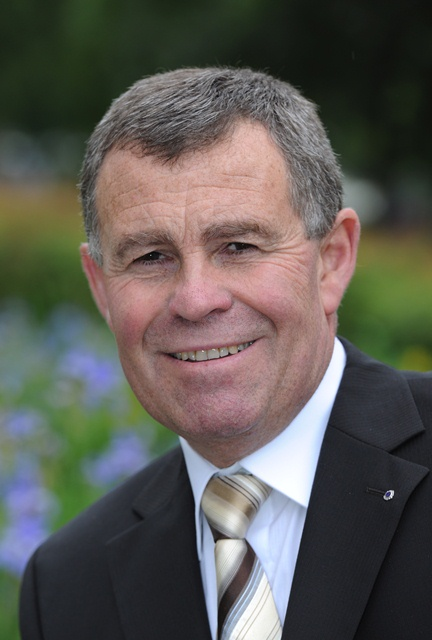
Ernst Stocker (SVP)
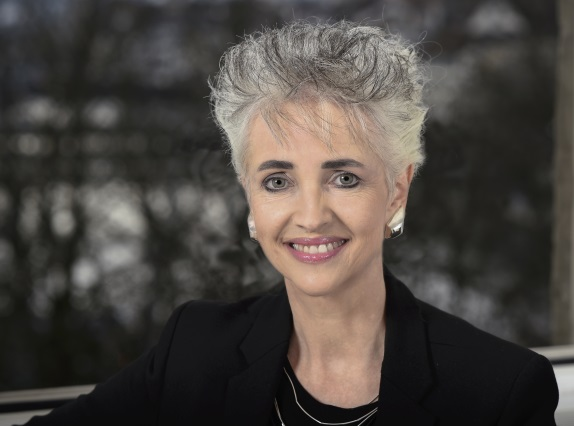
Carmen Walker Späh (FDP)
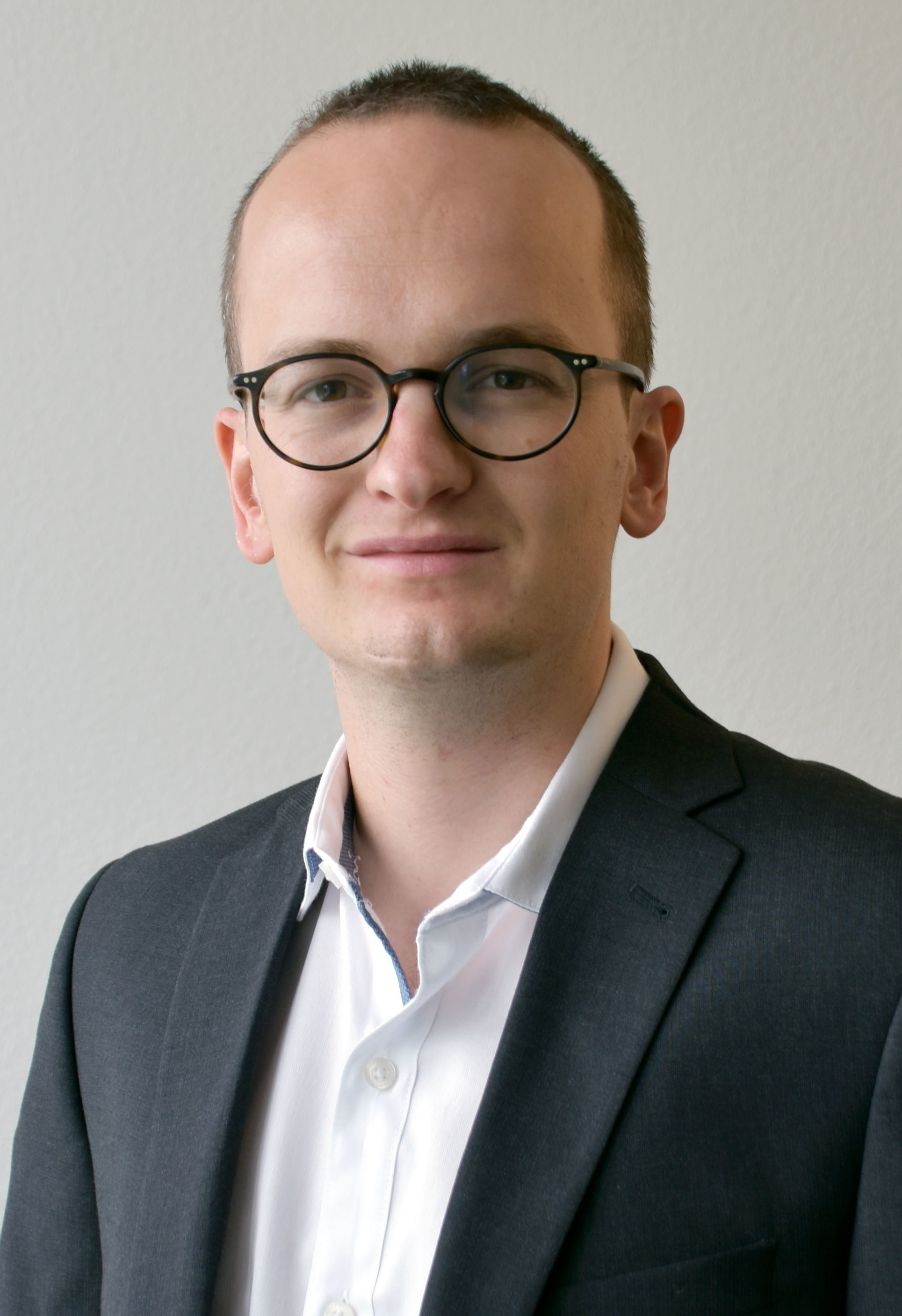
Martin Neukom (Grüne)
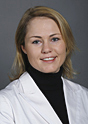
Natalie Rickli (SVP)
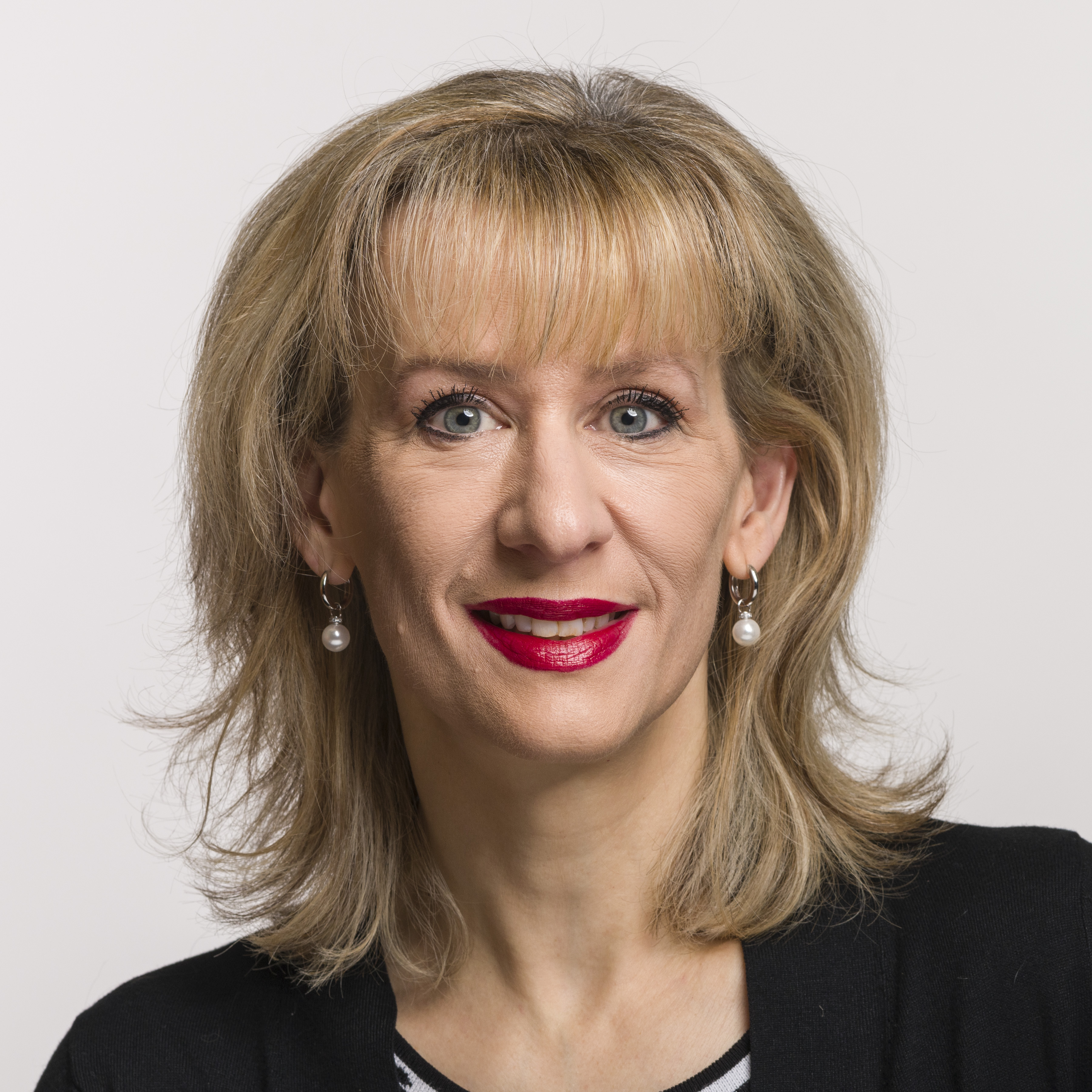
Priska Seiler Graf (SP)
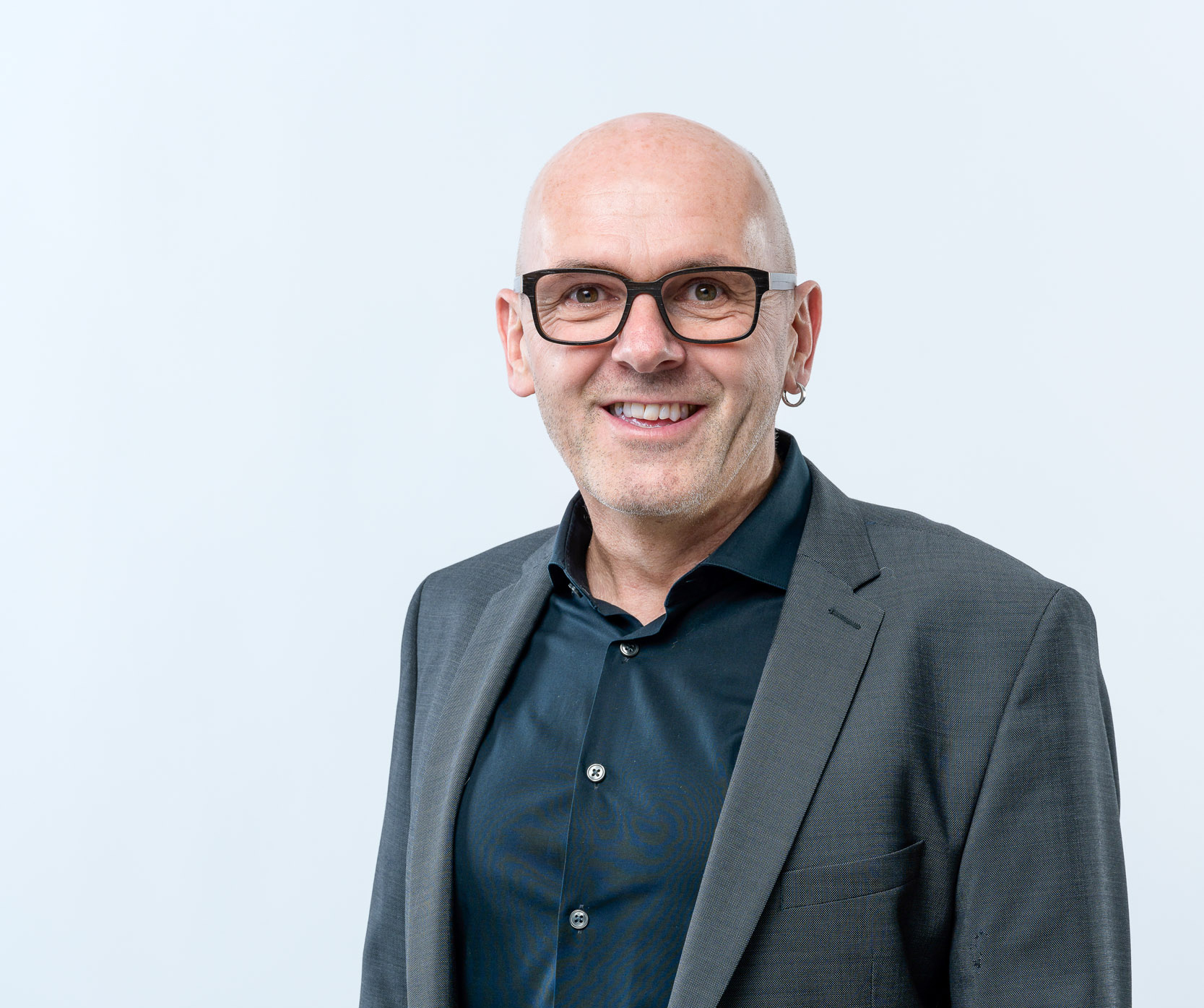
Daniel Sommer (EVP)

Die Kantonsratswahlen 2019 waren stark von der «grünen Welle» geprägt. Die GLP und die Grünen konnten jeweils rund fünf Prozentpunkte zulegen. Die Parteien, die der «Klima-Allianz» zugerechnet werden (SP, GLP, Grüne, EVP, AL), verfügten mit 94 von 180 Sitzen erstmals über eine knappe Mehrheit. Die BDP, die 2019 durch das Verfehlen der Sperrklausel aus dem Kantonsrat ausschied, fusionierte 2021 mit der CVP zur neuen Partei Die Mitte.
Bei den Regierungsratswahlen verlor die FDP ihren zweiten Sitz an die Grünen, die nach vierjähriger Absenz wieder in die Regierung einzogen. Der Regierungsrat bestand seither (nach absteigender Stimmenzahl geordnet) aus Mario Fehr (parteilos, früher SP), Jacqueline Fehr (SP), Ernst Stocker (SVP), Silvia Steiner (Die Mitte, früher CVP), Carmen Walker Späh (FDP), Martin Neukom (Grüne) und Natalie Rickli (SVP). Mario Fehr verliess die SP im Juni 2021 und ist seither parteilos.
Alle bisherigen Regierungsräte treten erneut zur Wahl an. Die SP erhebt nach dem Parteiaustritt von Mario Fehr erneut Anspruch auf zwei Sitze und nominierte zusätzlich die Nationalrätin Priska Seiler Graf. Die FDP will mit Peter Grünenfelder ihren zweiten Sitz zurückholen. Die GLP versucht mit Benno Scherrer erstmals in den Zürcher Regierungsrat einzuziehen. Von den kleineren Parteien treten Daniel Sommer (EVP), Anne-Claude Hensch (AL), Patrick Jetzer (Aufrecht) und Josua Dietrich (Freie Liste) an. Weitere parteilose Kandidaten sind Hans-Peter Amrein, Bernhard Schmidt, Peter Vetsch und Florian Wegmann. Bis zum 28. November 2022 konnten Wahlvorschläge eingereicht werden.
Für den Kantonsrat konnten bis zum 5. Dezember 2022 Listen eingereicht werden. Es stehen insgesamt 13 Listengruppen mit 1687 Kandidierenden zur Wahl. Die bisher im Kantonsrat vertreten Parteien SVP (180 Kandidaten), SP (180), FDP (180), GLP (180), Grüne (180), Mitte (180), EVP (177), AL (139) und EDU (132) treten in allen 18 Wahlkreisen an. Ebenfalls in allen Wahlkreisen tritt neu das Bündnis Aufrecht/Freie Liste (134 Kandidaten) an. Die PdA (23) tritt in den sechs Stadtzürcher Wahlkreisen an. Die Listen «Ja zu einem Wachstumsstopp» und «SansPapierPolitiques» bestehen jeweils aus einer Einzelperson.

## Wahlkampf
Die bürgerlichen Parteien SVP, FDP und Mitte treten im Regierungsratswahlkampf offiziell in einem Bündnis an, wie es auch schon bei vergangenen Wahlen der Fall war. Die linken Parteien SP, Grüne und AL empfehlen unter der Bezeichnung «Progressives Bündnis» ebenfalls ihre jeweiligen Kandidaten gegenseitig zur Wahl. Die übrigen Kandidaten treten ohne ein offizielles Wahlbündnis an.
Im Wahlkampf wurde die Bildungspolitik besonders stark thematisiert, obwohl in Umfragen vor allem Klima / Umwelt als wahlentscheidendes Thema genannt wurde, gefolgt von Migration / Asyl, Altersvorsorge / soziale Sicherheit, Krankenkassenprämien und Gesundheitsversorgung. Dies wurde verschiedentlich mit wahltaktischen Motiven erklärt, da unter den bisherigen Regierungsräten die Bildungsdirektorin Silvia Steiner die schwächsten Umfragewerte aufwies. So äusserten sich die neuen Kandidaten Priska Seiler Graf, Peter Grünenfelder und Benno Scherrer kritisch zur bisherigen Bildungspolitik.
Über das höchste Wahlkampfbudget verfügten Hans-Peter Amrein und Peter Grünenfelder mit je rund 300 000 Schweizer Franken. Ebenfalls bekannt sind die Wahlkampfbudgets von Benno Scherrer (200 000 CHF), Jacqueline Fehr (160 000 CHF), Carmen Walker Späh (150 000 CHF), Ernst Stocker (145 000 CHF), Martin Neukom (140 000 CHF), Silvia Steiner (135 000 CHF), Priska Seiler Graf (125 000 CHF), Mario Fehr (120 000 CHF), Natalie Rickli und Anne-Claude Hensch (je 100 000 CHF), Patrick Jetzer (60 000 CHF) und Peter Vetsch (10 500 CHF).

## Umfragen
| Institut/Auftraggeber | Zeitraum              | Befragte | SVP    | SP     | FDP    | GLP    | Grüne  | Mitte   | EVP   | AL    | EDU   |
| --------------------- | --------------------- | -------- | ------ | ------ | ------ | ------ | ------ | ------- | ----- | ----- | ----- |
| Sotomo/Tages-Anzeiger | 27.12.2022–03.01.2023 | 8836     | 24,0 % | 17,8 % | 16,7 % | 14,4 % | 10,4 % | 6,8 %   | 4,2 % | 3,2 % | —     |
| GfS Bern/NZZ          | 24.11.2022–08.12.2022 | 2500     | 24,0 % | 18,1 % | 16,1 % | 14,3 % | 11,5 % | 6,3 %   | 4,1 % | 3,5 % | 1,9 % |
| Letzte Wahl           | 24.03.2019            |          | 24,6 % | 19,3 % | 15,7 % | 12,9 % | 11,9 % | 5,8 % a | 4,2 % | 3,1 % | 2,3 % |

| Institut/Auftraggeber | Sotomo/ Tages-Anzeiger | GfS Bern/NZZ      |
| --------------------- | ---------------------- | ----------------- |
| Zeitraum              | 27.12.22–03.01.23      | 24.11.22–08.12.22 |
| Befragte              | 8836                   | 2500              |
| Mario Fehr            | 58 %                   | 59 %              |
| Natalie Rickli        | 57 %                   | 54 %              |
| Ernst Stocker         | 53 %                   | 54 %              |
| Martin Neukom         | 44 %                   | 49 %              |
| Jacqueline Fehr       | 40 %                   | 42 %              |
| Carmen Walker Späh    | 40 %                   | 41 %              |
| Silvia Steiner        | 36 %                   | 37 %              |
| Priska Seiler Graf    | 36 %                   | 30 %              |
| Peter Grünenfelder    | 28 %                   | 29 %              |
| Benno Scherrer        | 25 %                   | 22 %              |
| Anne-Claude Hensch    | 14 %                   | 14 %              |
| Daniel Sommer         | 10 %                   | 9 %               |
| Hans-Peter Amrein     | 9 %                    | —                 |
| Patrick Jetzer        | —                      | 4 %               |

## Ergebnisse der Kantonsratswahlen

### Übersicht
| Partei | Partei                            | Wähler | Prozent (+/−) | Prozent (+/−) | Sitze (+/−) | Sitze (+/−) |
| ------ | --------------------------------- | ------ | ------------- | ------------- | ----------- | ----------- |
|        | Schweizerische Volkspartei        | 79'287 | 24,92 %       | +0,45 %p      | 46          | +1          |
|        | Sozialdemokratische Partei        | 61'480 | 19,32 %       | +0,01 %p      | 36          | +1          |
|        | FDP. Die Liberalen                | 50'456 | 15,86 %       | +0,19 %p      | 29          | ±0          |
|        | Grünliberale Partei               | 40'562 | 12,75 %       | −0,16 %p      | 24          | +1          |
|        | Grüne                             | 33'200 | 10,43 %       | −1,48 %p      | 19          | −3          |
|        | Die Mitte                         | 19'178 | 6,03 %        | +0,21 %p      | 11          | +3          |
|        | Evangelische Volkspartei          | 12'277 | 3,86 %        | −0,38 %p      | 07          | −1          |
|        | Alternative Liste                 | 8'342  | 2,62 %        | −0,53 %p      | 5           | −1          |
|        | Aufrecht/Freie Liste              | 6'838  | 2,15 %        | neu           | 0           | neu         |
|        | Eidgenössisch-Demokratische Union | 6'027  | 1,89 %        | −0,38 %p      | 3           | −1          |
|        | Partei der Arbeit                 | 437    | 0,14 %        | −0,04 %p      | 0           | ±0          |
|        | Ja zu einem Wachstumsstopp        | 71     | 0,02 %        | neu           | 0           | neu         |
|        | SansPapierPolitiques              | 60     | 0,02 %        | neu           | 0           | neu         |

### Ergebnisse nach Wahlkreisen
Die nachfolgende Tabelle führt für jeden Wahlkreis die Wähleranteile (Angaben in Prozent), die Zahl der gewonnenen Sitze (in Klammern), sowie die Veränderungen im Vergleich zur letzten Wahl auf.
| Wahlkreis                   | SVP       | SVP        | SP        | SP         | FDP       | FDP        | GLP       | GLP        | Grüne     | Grüne      | Mitte     | Mitte      | EVP      | EVP        | AL        | AL         | EDU      | EDU        | AuFL     | PdA      | PdA        | Stopp    | SaPaPo   |
| --------------------------- | --------- | ---------- | --------- | ---------- | --------- | ---------- | --------- | ---------- | --------- | ---------- | --------- | ---------- | -------- | ---------- | --------- | ---------- | -------- | ---------- | -------- | -------- | ---------- | -------- | -------- |
| Zürich 1+2 (5 Sitze)        | 13,28 (1) | +0,07 (±0) | 25,10 (1) | −0,36 (±0) | 19,49 (1) | +2,32 (±0) | 12,77 (1) | −1,00 (±0) | 15,50 (1) | −2,81 (±0) | 4,98 (0)  | +0,93 (±0) | 1,46 (0) | +0,07 (±0) | 4,98 (0)  | −0,65 (±0) | 0,46 (0) | −0,08 (±0) | 1,56 (0) | 0,41 (0) | −0,07 (±0) | –        | –        |
| Zürich 3+9 (12 Sitze)       | 13,23 (2) | −1,00 (±0) | 31,50 (4) | +1,88 (+1) | 11,04 (1) | +1,10 (±0) | 12,11 (1) | +0,03 (±0) | 14,74 (2) | −2,33 (±0) | 5,68 (1)  | +1,13 (±0) | 1,95 (0) | −0,42 (±0) | 7,34 (1)  | −0,67 (−1) | 0,26 (0) | +0,02 (±0) | 1,33 (0) | 0,64 (0) | −0,05 (±0) | –        | 0,29 (0) |
| Zürich 4+5 (5 Sitze)        | 6,97 (0)  | +0,31 (±0) | 35,45 (2) | +3,44 (±0) | 9,16 (0)  | +0,75 (±0) | 15,42 (1) | +0,47 (±0) | 16,63 (1) | −1,53 (±0) | 1,92 (0)  | +0,49 (±0) | 0,73 (0) | −0,06 (±0) | 11,57 (1) | −4,37 (±0) | 0,18 (0) | −0,14 (±0) | 1,18 (0) | 0,79 (0) | −0,54 (±0) | –        | –        |
| Zürich 6+10 (8 Sitze)       | 11,18 (1) | −0,48 (±0) | 30,66 (3) | +2,09 (±0) | 14,40 (1) | +0,15 (±0) | 14,21 (1) | +0,09 (±0) | 16,89 (1) | +0,05 (−1) | 3,62 (0)  | +0,08 (±0) | 1,72 (0) | −0,20 (±0) | 5,43 (1)  | −2,74 (±0) | 0,22 (0) | −0,10 (±0) | 1,21 (0) | 0,44 (0) | −0,09 (±0) | –        | –        |
| Zürich 7+8 (6 Sitze)        | 11,92 (1) | −0,53 (±0) | 23,39 (1) | +0,79 (±0) | 25,34 (2) | +1,51 (±0) | 14,33 (1) | −0,11 (±0) | 11,36 (1) | −3,65 (±0) | 5,00 (0)  | +0,34 (±0) | 1,50 (0) | −0,64 (±0) | 4,90 (0)  | +0,65 (±0) | 0,24 (0) | −0,07 (±0) | 1,83 (0) | 0,27 (0) | −0,12 (±0) | –        | –        |
| Zürich 11+12 (12 Sitze)     | 18,76 (2) | −0,58 (±0) | 25,89 (3) | −1,36 (±0) | 12,09 (1) | +1,03 (±0) | 13,89 (2) | +1,07 (±0) | 13,40 (2) | −0,64 (±0) | 5,33 (1)  | +0,18 (±0) | 3,85 (0) | −0,22 (±0) | 3,93 (1)  | −0,61 (±0) | 0,77 (0) | −0,36 (±0) | 1,64 (0) | 0,44 (0) | −0,15 (0)  | –        | –        |
| Dietikon (11 Sitze)         | 31,26 (4) | +1,80 (±0) | 16,25 (2) | −2,45 (±0) | 18,21 (2) | +0,83 (±0) | 12,02 (1) | −0,46 (±0) | 6,58 (1)  | +0,37 (±0) | 8,67 (1)  | −1,09 (±0) | 2,92 (0) | −0,34 (±0) | 1,13 (0)  | −0,30 (±0) | 1,02 (0) | −0,31 (±0) | 1,44 (0) | –        | –          | 0,52 (0) | –        |
| Affoltern (7 Sitze)         | 28,65 (2) | +2,03 (+1) | 15,55 (1) | −2,26 (±0) | 11,91 (1) | −3,19 (±0) | 14,94 (1) | +0,76 (±0) | 9,52 (1)  | −1,32 (±0) | 4,93 (0)  | +1,23 (±0) | 8,68 (1) | +0,12 (±0) | 0,80 (0)  | −0,10 (±0) | 1,87 (0) | −0,33 (±0) | 3,17 (0) | –        | –          | –        | –        |
| Horgen (15 Sitze)           | 24,72 (4) | +0,65 (±0) | 16,20 (3) | −0,37 (±0) | 20,69 (3) | −0,52 (±0) | 12,13 (2) | +0,40 (±0) | 9,06 (1)  | −1,02 (±0) | 8,78 (1)  | −0,23 (±0) | 4,13 (1) | −0,40 (±0) | 1,00 (0)  | −0,42 (±0) | 1,31 (0) | −0,07 (±0) | 1,97 (0) | –        | –          | –        | –        |
| Meilen (12 Sitze)           | 28,09 (3) | +1,07 (±0) | 13,95 (2) | −0,27 (±0) | 25,07 (3) | −0,29 (±0) | 14,34 (2) | +1,00 (±0) | 7,63 (1)  | −1,60 (±0) | 4,91 (1)  | −0,50 (±0) | 2,23 (0) | −0,24 (±0) | 0,68 (0)  | −0,40 (±0) | 1,49 (0) | −0,38 (±0) | 1,61 (0) | –        | –          | –        | –        |
| Hinwil (11 Sitze)           | 32,07 (3) | +1,80 (±0) | 13,91 (1) | +1,15 (±0) | 13,08 (2) | −0,35 (±0) | 9,56 (1)  | −0,49 (±0) | 8,97 (1)  | −3,13 (±0) | 7,35 (1)  | −0,57 (±0) | 5,18 (1) | −0,53 (±0) | 1,15 (0)  | −0,39 (±0) | 5,94 (1) | −0,28 (±0) | 2,79 (0) | –        | –          | –        | –        |
| Uster (16 Sitze)            | 27,52 (5) | +0,70 (+1) | 16,69 (3) | −0,30 (±0) | 16,41 (3) | +1,49 (+1) | 14,51 (3) | −0,52 (+1) | 8,82 (1)  | −1,71 (−1) | 7,51 (1)  | −0,76 (±0) | 2,87 (0) | −0,52 (−1) | 1,31 (0)  | −0,31 (±0) | 1,84 (0) | −0,61 (−1) | 2,53 (0) | –        | –          | –        | –        |
| Pfäffikon (7 Sitze)         | 33,64 (2) | +2,52 (±0) | 13,06 (1) | −0,81 (±0) | 13,23 (1) | −0,64 (±0) | 10,91 (1) | −0,51 (±0) | 8,40 (1)  | −1,15 (±0) | 5,47 (0)  | +0,75 (±0) | 7,20 (1) | −2,22 (±0) | 0,84 (0)  | −0,35 (±0) | 3,91 (0) | −0,92 (±0) | 3,33 (0) | –        | –          | –        | –        |
| Stadt Winterthur (13 Sitze) | 16,85 (2) | −1,92 (±0) | 24,64 (3) | +0,52 (±0) | 11,83 (1) | +1,13 (−1) | 14,27 (2) | −0,29 (±0) | 13,83 (2) | −1,33 (±0) | 5,92 1    | +0,53 (+1) | 4,83 (1) | −0,71 (±0) | 4,14 (1)  | +0,16 (±0) | 1,31 (0) | −0,49 (±0) | 2,39 (0) | –        | –          | –        | –        |
| Winterthur-Land (7 Sitze)   | 35,65 (3) | +0,53 (+1) | 11,34 (1) | −0,27 (±0) | 14,14 (1) | −0,03 (±0) | 12,94 (1) | −0,93 (±0) | 7,46 (0)  | −1,99 (−1) | 4,70 (0)  | +0,27 (±0) | 6,78 (1) | −1,19 (±0) | 0,78 (0)  | +0,13 (±0) | 2,49 (0) | −0,25 (±0) | 3,71 (0) | –        | –          | –        | –        |
| Andelfingen (4 Sitze)       | 35,08 (1) | −1,91 (−1) | 12,74 (1) | −1,52 (±0) | 14,99 (1) | −0,86 (±0) | 9,14 (0)  | +0,54 (±0) | 7,36 (0)  | −2,42 (±0) | 11,12 (1) | +4,82 (+1) | 3,85 (0) | −0,61 (±0) | 0,71 (0)  | −0,33 (±0) | 2,56 (0) | −0,16 (±0) | 2,45 (0) | –        | –          | –        | –        |
| Bülach (18 Sitze)           | 34,08 (6) | +2,26 (±0) | 15,20 (3) | −0,65 (±0) | 15,28 (3) | −0,65 (±0) | 11,08 (2) | −1,18 (±0) | 7,34 (1)  | −0,83 (±0) | 5,40 (1)  | −0,35 (±0) | 5,50 (1) | +0,37 (±0) | 0,81 (0)  | −0,48 (±0) | 2,84 (1) | −0,98 (±0) | 2,48 (0) | –        | –          | –        | –        |
| Dielsdorf (11 Sitze)        | 40,72 (4) | +1,22 (−1) | 12,07 (1) | −0,97 (±0) | 13,20 (2) | +0,19 (±0) | 9,67 (1)  | −1,94 (±0) | 7,85 (1)  | −1,00 (±0) | 5,89 (1)  | +0,64 (+1) | 3,56 (0) | +0,86 (±0) | 0,53 (0)  | −0,32 (±0) | 4,53 (1) | −0,65 (±0) | 1,99 (0) | –        | –          | –        | –        |

Stärkste Partei nach Wahlkreisen und Sitzverteilung
Stärkste Partei nach Auszählkreisen

## Ergebnisse der Regierungsratswahlen
|             | Kandidat                    | Partei      | Stimmen | % des abs. Mehrs | Ergebnis |
| ----------- | --------------------------- | ----------- | ------- | ---------------- | -------- |
|             | Mario Fehr (bisher)         | parteilos   | 192'711 | 148,40 %         | Gewählt  |
|             | Natalie Rickli (bisher)     | SVP         | 181'842 | 140,03 %         | Gewählt  |
|             | Ernst Stocker (bisher)      | SVP         | 177'639 | 136,80 %         | Gewählt  |
|             | Martin Neukom (bisher)      | Grüne       | 161'864 | 124,65 %         | Gewählt  |
|             | Jacqueline Fehr (bisher)    | SP          | 148'610 | 114,44 %         | Gewählt  |
|             | Silvia Steiner (bisher)     | Mitte       | 146'242 | 112,62 %         | Gewählt  |
|             | Carmen Walker Späh (bisher) | FDP         | 145'444 | 112,00 %         | Gewählt  |
|             | Priska Seiler Graf          | SP          | 120'586 | 092,86 %         |          |
|             | Peter Grünenfelder          | FDP         | 108'395 | 083,47 %         |          |
|             | Benno Scherrer              | GLP         | 93'603  | 072,08 %         |          |
|             | Anne-Claude Hensch          | AL          | 70'189  | 054,05 %         |          |
|             | Hans-Peter Amrein           | parteilos   | 62'025  | 047,76 %         |          |
|             | Daniel Sommer               | EVP         | 42'961  | 033,08 %         |          |
|             | Josua Dietrich              | Freie Liste | 28'622  | 022,04 %         |          |
|             | Peter Vetsch                | parteilos   | 28'040  | 021,59 %         |          |
|             | Florian Wegmann             | parteilos   | 23'521  | 018,11 %         |          |
|             | Bernhard Schmidt            | parteilos   | 21'861  | 016,83 %         |          |
|             | Patrick Jetzer              | Aufrecht    | 17'130  | 013,19 %         |          |
| Vereinzelte | Vereinzelte                 | Vereinzelte | 46'672  |                  |          |